# Balantiopteryx
Balantiopteryx is een geslacht van zoogdieren uit de familie van de schedestaartvleermuizen (Emballonuridae). De wetenschappelijke naam van het geslacht werd in 1867 gepubliceerd door Wilhelm Peters.

## Soorten
Er worden 3 soorten in dit geslacht geplaatst:
- Balantiopteryx infusca (O. Thomas, 1897)
- Balantiopteryx io O. Thomas, 1904
- Balantiopteryx plicata Peters, 1867